# Rey Ling de Zhou
El Rey Ling de Zhou (en chino, 周靈王; pinyin, Zhōu Líng Wáng) fue el vigésimo tercer rey de la Dinastía Zhou de China, y el undécimo rey de la Dinastía Zhou Oriental. Murió en 545 a. C.
Su tumba es una de las primeras pirámides chinas.
En el vigésimo primer año de su reinado, nació Confucio.
Su sucesor fue su hijo, el Rey Jing de Zhou (Gui).
Tuvo otro hijo, el príncipe Ji Jin (姬晉).
La emperatriz Wu Zetian reclamó que su amante,  Zhang Changzong era la reencarnación de Ji Jin.